# La Révolte (film)
Pour le journal anarchiste, voir La Révolte (1887-1894).
Pour plus de détails, voir Fiche technique et Distribution.
La Révolte (San Quentin) est un film américain réalisé par Lloyd Bacon, sorti en 1937.

## Synopsis
Le capitaine Stephen Jameson, un ancien officier de l'armée tient un poste de gardien dans la prison de Saint Quentin. Joe le frère de sa nouvelle petite amie est envoyé en prison pour une affaire de vol. Cependant, le détenu Hansen, va attiser la colère de Joe en lui faisant comprendre que Jameson est intéressé par sa sœur.

## Fiche technique
- Titre original : San Quentin
- Titre français : La Révolte
- Réalisation : Lloyd Bacon
- Scénario : Peter Milne (en), Humphrey Cobb, Robert Tasker et John Bright
- Photographie : Sidney Hickox
- Costumes : Howard Shoup
- Montage : William Holmes
- Production : Samuel Bischoff, Hal B. Wallis et Jack L. Warner
- Pays d'origine : États-Unis
- Format : Noir et blanc - 1,37:1 - Mono
- Genre : drame
- Durée : 70 minutes
- Date de sortie : 2 septembre 1937[Où ?]

## Distribution
- Pat O'Brien : Capitaine Stephen Jameson
- Humphrey Bogart : Joe 'Red' Kennedy
- Ann Sheridan : May
- Barton MacLane : Lieutenant Druggin
- Joe Sawyer : 'Sailor Boy' Hansen
- Veda Ann Borg : Helen
- Archie Robbins : Mickey Callahan
- Joe King : Warden Taylor
- Gordon Oliver : Capitaine
- Garry Owen : Dopey
- Marc Lawrence : Venetti
- Ernie Adams : Fink
- Emmett Vogan : Capitaine

Acteurs non crédités
- Ralph Byrd : Policier (scènes supprimées)
- Glen Cavender : Hastings, prisonnier
- Davison Clark : Garde au parloir
- Sidney D'Albrook : Prisonnier
- Frank Faylen : Le prisonnier envieux d'Hoffman
- Pat Flaherty : Policier
- James Flavin : Garde annonçant une pause
- Charles K. French : Membre du club
- Edward Gargan : Capitaine
- Eddie Gribbon : Le prisonnier-chanteur 51310
- Jack Mower : Homme en voiture
- Frank Orth : Prisonnier en dortoir
- Paul Panzer : Casey, prisonnier-fonctionnaire
- Jim Thorpe : Prisonnier
- Robert J. Wilke : Jeune prisonnier dans la cour